# Gaeltacht
Gaeltacht (flertal gaeltachtaí) er områder i Republikken Irland, hvor irsk er officielt anerkendt som majoritetens primære sprog. Konceptet blev først indført i 1920'erne under Den irske fristat, som et led i myndighedernes daværende plan om på lang sigt at gøre irsk til Irlands hovedsprog.
Der bor omkring 85 000 mennesker i disse områder, som specielt er koncentreret i de vestlige grevskaber Donegal, Mayo, Galway, Kerry og Cork. Der findes også mindre gaeltachtaí i andre grevskaber, blandt andet i Waterford i det sydlige Munster og Meath i Leinster.
I disse områder er irsk administrationssprog, og det vigtigste undervisningssprog i skolerne, vejskilte og skilte på offentlige bygninger har kun irske tekster (ellers er de i Irland tosprogede), og der er gjort andre tiltag for at fremme sproget.
På regeringsniveau har Department of Community, Rural & Gaeltacht Affairs ansvar for områderne. Departementet fører blandt andet tilsyn med Údarás na Gaeltacht og andre offentlige organer, som virker i gaeltachtaí.
Den irsksprogede radiokanal hos Radio Telefís Éireann hedder Raidió na Gaeltachta, og er specielt indrettet til disse områder i sit udvalg af nyheder og andre programmer. Der er også en fjernsynskanal på irsk, TG4, som sender fra Galway.
I Skotland har man tilsvarende regioner, som på skotsk gælisk hedder gaidhealtachd.